# NGC 3615
NGC 3615 (również PGC 34535 lub UGC 6313) – galaktyka eliptyczna (E), znajdująca się w gwiazdozbiorze Lwa. Odkrył ją William Herschel 10 kwietnia 1785 roku. Jest to galaktyka z aktywnym jądrem typu LINER.